# Legge di Brandolini
La legge di Brandolini è un principio secondo cui l'energia necessaria a confutare della disinformazione è molto superiore a quella necessaria a produrla. Nel mondo anglosassone è conosciuto anche con il nome di "bullshit asymmetry principle".

## Storia
Questo principio deriva il suo nome da Alberto Brandolini, un programmatore italiano, che nel 2013 sul suo account Twitter scrisse: "The bullshit asimmetry: the amount of energy needed to refute bullshit is an order of magnitude bigger than to produce it." Tradotto: "Asimmetria della stronzata: la quantità di energia necessaria per confutare una stronzata è un ordine di grandezza maggiore che per produrla". Questa formula divenne rapidamente virale. Sembra che questo aforisma sia stato ispirato dalla lettura di Pensieri lenti e veloci, scritto dal premio Nobel Daniel Kahneman, e dalla visione di un dibattito fra Silvio Berlusconi e Marco Travaglio.
Questo principio è strettamente legato al dibattito sulle fake news e sul bias cognitivo. Nel suo libro La démocratie des crédules, che ha ricevuto nel 2013 il Prix de la Revue des Deux Mondes, il sociologo e membro dell'Académie nationale de médecine e dell'Académie des technologies, Gérald Bronner, afferma che per smentire una falsità è necessario presentare argomenti molto solidi, mentre la sciocchezza sfrutta spesso i pregiudizi cognitivi del nostro cervello e appare dunque più plausibile delle spiegazioni scientifiche spesso più complicate.
Come ricordato in un articolo pubblicato su Nature di Philip Williamson, professore alla University of East Anglia, le false notizie e le teorie complottiste hanno una diffusione rapida e inquietante nella nostra società, ma questo non deve scoraggiare gli scienziati a battersi contro tale propagazione, anzi dovrebbe essere un loro dovere, nonostante la legge di Brandolini. Laurent Vercueil, neurologo e ricercatore presso l'Istituto di Neuroscienze di Grenoble, ricorda in un suo articolo che la legge di Brandolini si riferisce a:
- asimmetria dell'impatto: la diffusione conferisce alla sciocchezza un impatto maggiore rispetto a qualsiasi disinnesco che segue;
- asimmetria della ritenzione della memoria: la traccia lasciata nella memoria dal discorso è molto più profonda di qualsiasi informazione che poi la contraddica;
- asimmetria dell'unzione: colui che diffonde il discorso è unto di un'aura vantaggiosa, mentre quello che cerca di portare alla ragione, è un guastafeste che non capisce nulla dell'importanza dell'informazione.[8]